# Ernest F. Hollings ACE Basin National Wildlife Refuge
Das Ernest F. Hollings ACE Basin National Wildlife Refuge (kurz auch ACE Basin National Wildlife Refuge genannt) ist ein Naturschutzgebiet (National Wildlife Refuge) im sogenannten ACE-Basin, der Mündungsregion der Flüsse Ashepoo, Combahee und Edisto an der Küste South Carolinas. 
Das ACE Basin National Wildlife Refuge liegt im sogenannten Lowcountry in den Bezirken Beaufort, Charleston, Colleton und Hampton. Es setzt sich aus zwei nicht verbundenen Teilen zusammen:
- der Westteil (Combahee River Unit) liegt östlich der Gemeinde Yemassee entlang des Combahee
- der Edisto River Unit im Osten liegt am Ostufer des South Edisto Rivers und umfasst auch die Insel Jehossee.

Die Verwaltung des vom United States Fish and Wildlife Service betreuten Gebietes ist im historischen Herrenhaus Grove Plantation im Ostteil untergebracht. Das Naturschutzgebiet ist Teil des größeren Schutzprojektes ACE Basin Project, das von staatlichen und privaten Akteuren in der Region getragen wird.
Historisch gehörten große Teile des Landes wenigen reichen Plantagenbesitzern, die hier vor allem Reis anbauten. Nach dem Ende dieser Plantagenwirtschaft wurden die Grundstücke vor allem für die sportliche Vogeljagd auf Wasservögel genutzt. 1990 wurde das National Wildlife Refuge eingerichtet.
Das Naturschutzgebiet besteht vor allem aus Marschland und Feuchtland-Staubecken. Daneben gibt es große Waldgebiete, etwa ein Drittel des Waldes ist dabei feuchter Bruch- oder Sumpfwald. Der Rest der Fläche ist mit Gräsern und Büschen bestanden. Das Schutzgebiet ist vor allem für Wasser- und Schreitvögel wie Reiher und den Waldstorch von Bedeutung, aber auch für ziehende Enten- und Singvögel. Weitere hier vorkommende Arten sind der Kurznasenstör, der Weißkopfseeadler und der Mississippi-Alligator.

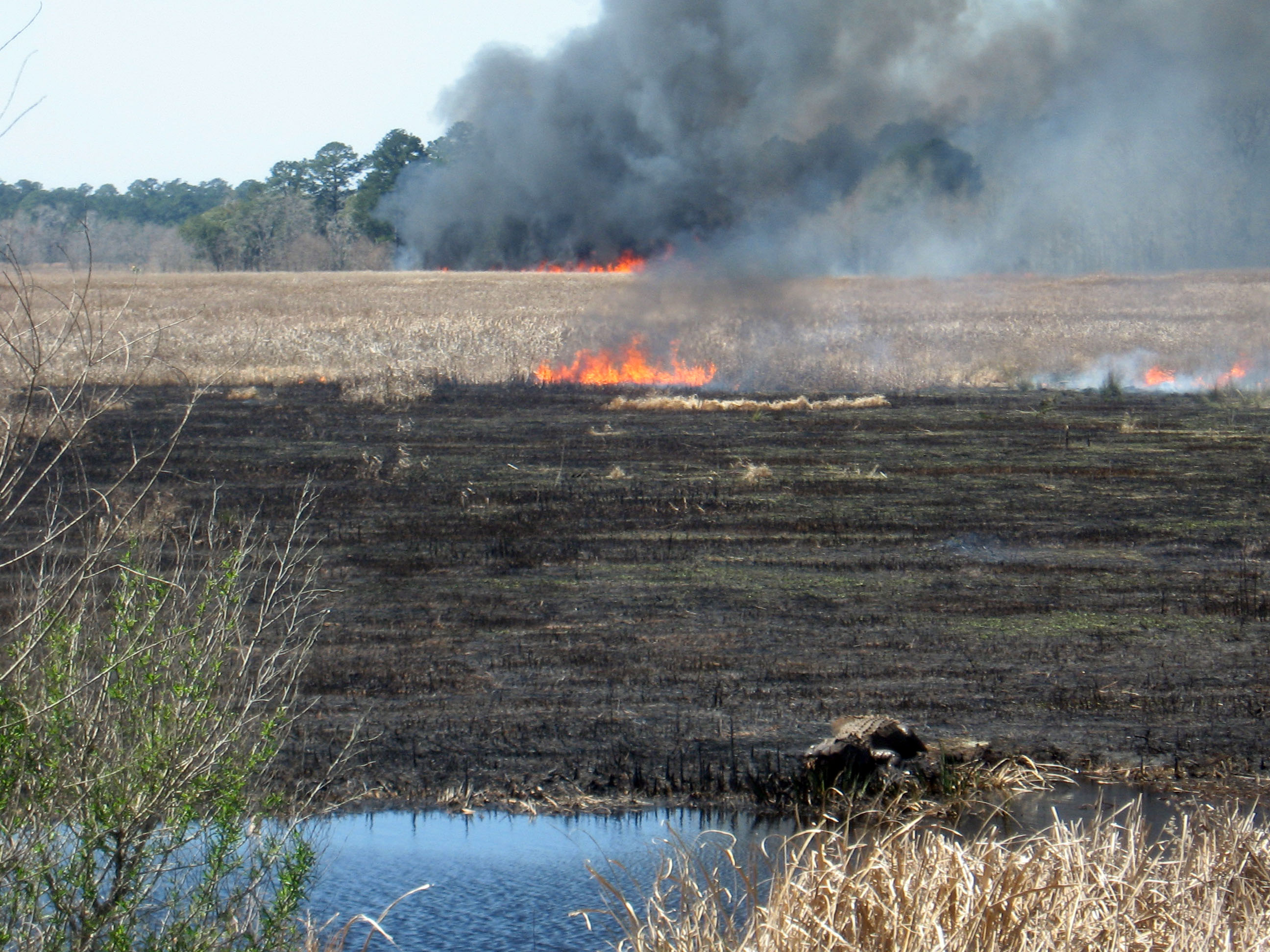
Kontrolliertes Gegenfeuer zur Brandprävention und gegen Verbuschung, unten rechts ein Alligator (2014)
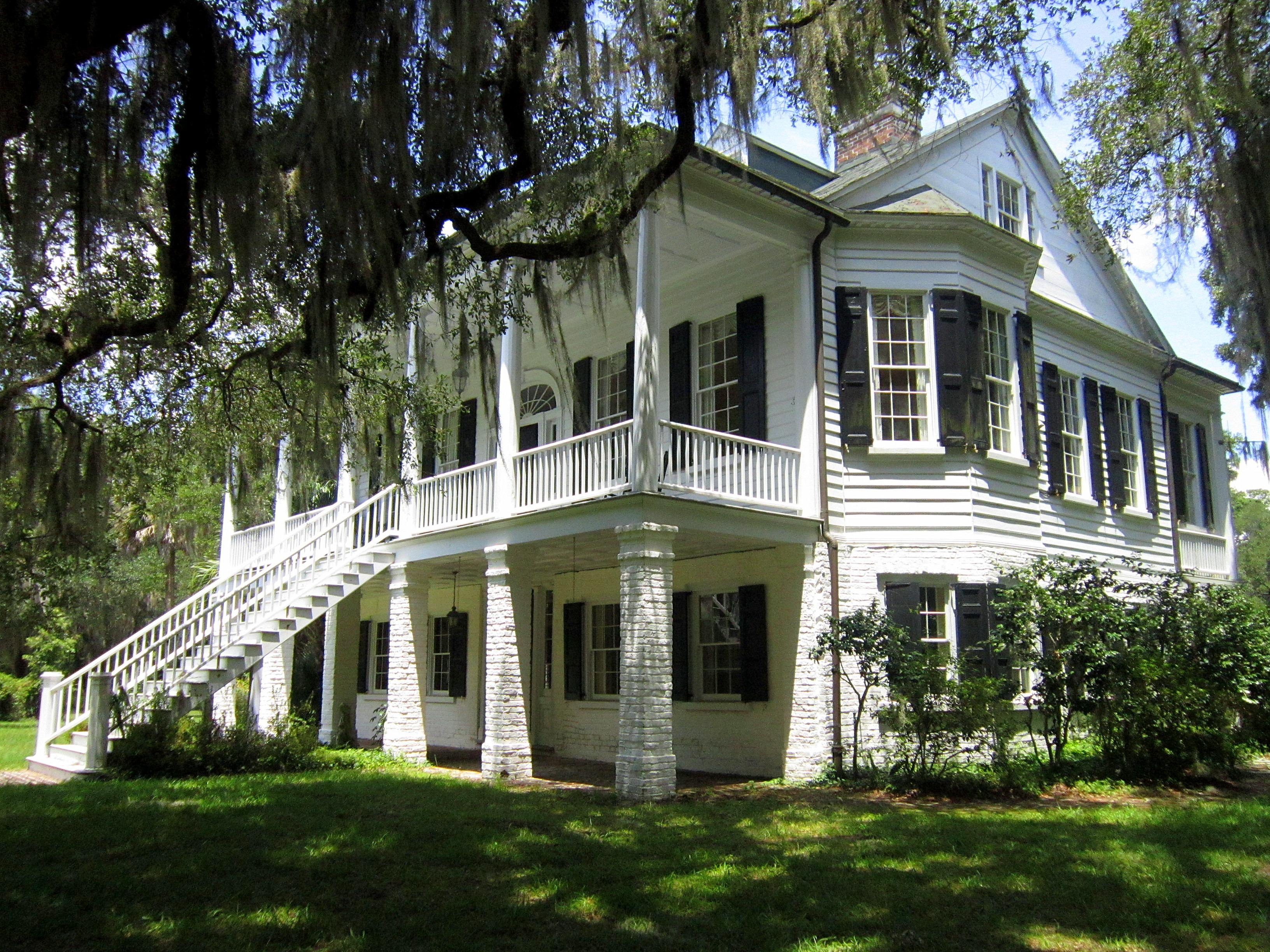
Grove Planation (2012)